# Mexican Joyride
Mexican Joyride est un cartoon réalisé par Arthur Davis, sorti en 1947.
Il met en scène Daffy Duck.